# Torre dels Moros (les Borges del Camp)
La Torre dels Moros és una antiga fortificació ruïnosa en una partida agrícola al terme de les Borges del Camp. Torre de defensa del segle xvi, de l'època dels desembarcaments dels pirates berberiscs, d'ací el nom de bona part d'aquestes torres «dels moros». La partida pren el nom d'aquesta torre, en estat ruïnós i en perill de desaparició, i d'una altra que sembla que hi havia tocant al mas del Molló, que va desmuntar-se per adobar el mas. La proximitat a la Riera d'Alforja, que té l'aiguabarreig a Cambrils, s'explica per la necessitat de protegir el camí natural des de la costa a l'interior de la comarca.
La torre és de planta gairebé quadrada, d'obra de paredat, de filada. S'ha conservat fins a cinc metres d'altura. No té coberta. L'interior està ensorrat i ple de runa i pedra. Té alguns forats produïts per l'ensorrament del mur a la part inferior dels costats que donen al nord-oest, sud-oest i sud-est. Sembla que la porta d'entrada baixa es trobava al sud-est, vora l'angle amb el costat est, doncs per l'interior sembla apreciar-se una mena d'arc de pedres grosses formant una falsa volta. L'angle del costat de la porta està reforçat amb carreus de pedra calcària blanca i de pedra sorrenca vermella. Ha tingut diferents restauracions, especialment una que ha reduït el gruix del mur, que arriba a ser d'1,10 m a la part alta.
A la cara nord-est hi ha senyals d'haver-s'hi bastit un mas de teulada a dues vessants, que hauria aprofitat l'estructura de la torre. A tocar d'aquesta cara, la més ben conservada hi passa un rec d'aigua procedent d'una mina que capta les aigües de la riera, situada més amunt.